# Senat von South Carolina

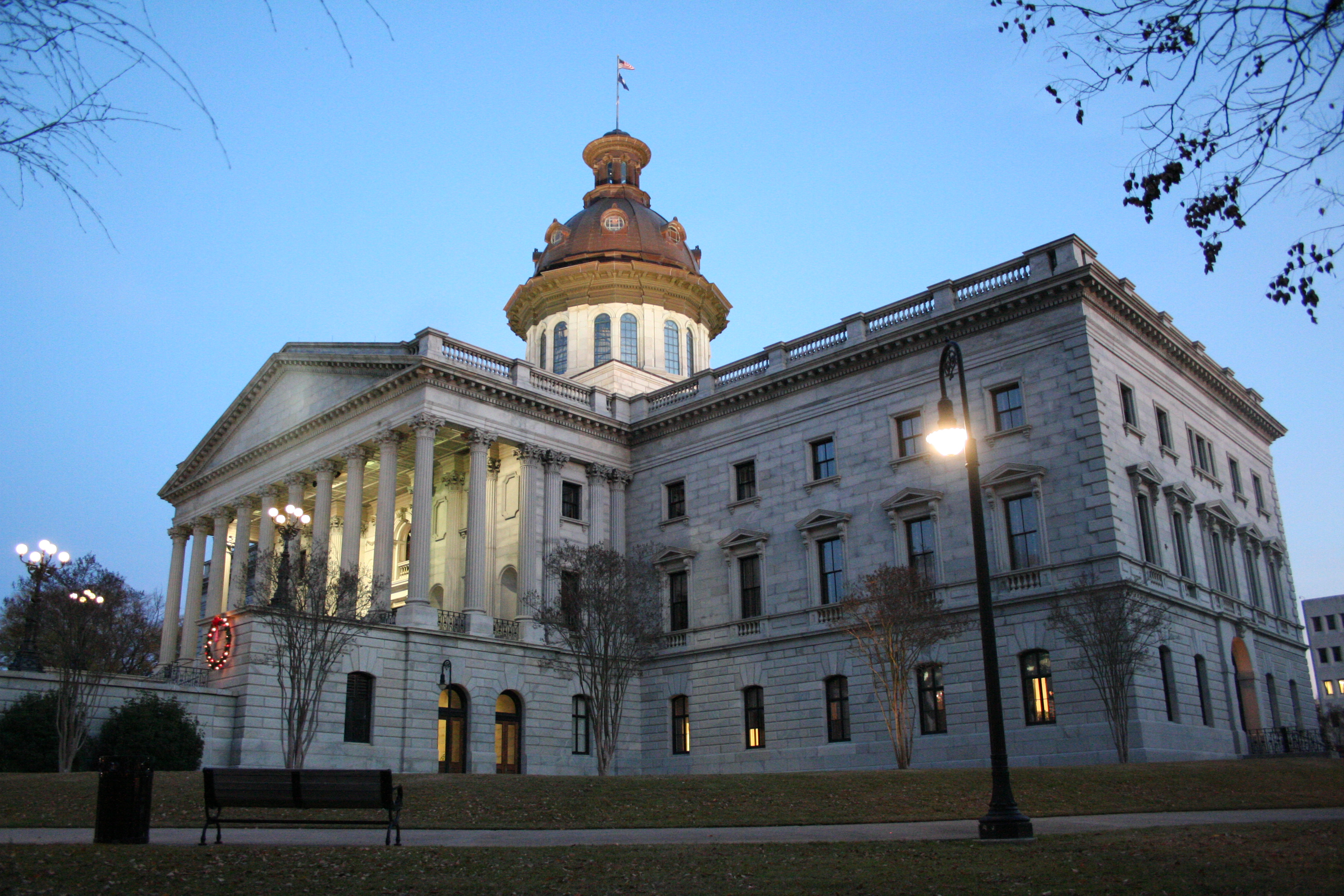
South Carolina State House

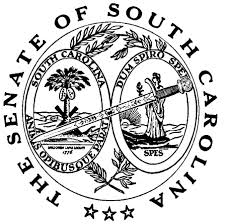
Siegel des Senats

Der Senat von South Carolina (South Carolina Senate) ist das Oberhaus der South Carolina General Assembly, der nach der Verfassung des US-Bundesstaates South Carolina mit der Gesetzgebung betrauten Institution. Das Unterhaus wird durch das Repräsentantenhaus von South Carolina gebildet.
Der Senat besteht aus 46 Senatoren, die alle zum gleichen Zeitpunkt für eine Wahlperiode von vier Jahren gewählt werden, jeder Senator vertritt einen Wahlkreis. Die Wahl findet immer zusammen mit den Präsidentschaftswahlen in den Vereinigten Staaten statt.
Die Verfassung von South Carolina aus dem Jahr 1895 sieht für jedes County des Bundesstaates die Wahl eines Senators für eine vierjährige Wahlperiode vor. Dabei wurden die Wahlen zunächst gestaffelt durchgeführt und wechselweise alle zwei Jahre die Hälfte der Mandate durch Wahlen neu besetzt. Nach einer Entscheidung des Obersten Gerichtshofes der Vereinigten Staaten im Fall Reynolds v. Sims aus dem Jahr 1964 fand 1966 eine Neueinteilung der Wahlkreise statt und es wurden vorübergehend 27 Wahlkreise mit 50 Senatoren mit einer zweijährigen Wahlperiode gebildet. 1967 fand dann eine erneute Aufteilung in 20 Wahlkreise mit 46 Senatoren und eine vierjährige Wahlperiode statt. Die Zahl der Wahlkreise wurde 1972 und 1984 auf 16 reduziert, dabei entstanden dann Wahlkreise mit nur einem Senator. 
Der Sitzungssaal des Senats befindet sich gemeinsam mit dem Repräsentantenhaus im South Carolina State House in der Hauptstadt Columbia.

## Zusammensetzung des Senats
| Parteizugehörigkeit    | Anzahl der Senatoren |
| ---------------------- | -------------------- |
| Republikanische Partei | 30                   |
| Demokratische Partei   | 16                   |
| Gesamtzahl             | 46                   |

### Leitung
Harvey S. Peeler (R) ist derzeit der Präsident des Senats.

### Mitglieder des Senats von South Carolina
| Wahlbezirk (District) | Senator                | Partei       | Wahlbezirk / Wohnort |
| --------------------- | ---------------------- | ------------ | -------------------- |
| 1                     | Thomas C. Alexander    | Republikaner | Walhalla             |
| 2                     | Rex Rice               | Republikaner | Easley               |
| 3                     | Richard J. Cash        | Republikaner | Powdersville         |
| 4                     | Michael Gambrell       | Republikaner | Honea Path           |
| 5                     | Tom Corbin             | Republikaner | Travelers Rest       |
| 6                     | Dwight Loftis          | Republikaner | Greenville           |
| 7                     | Karl B. Allen          | Demokrat     | Greenville           |
| 8                     | Ross Turner            | Republikaner | Greenville           |
| 9                     | Danny Verdin           | Republikaner | Laurens              |
| 10                    | Bill Garrett           | Republikaner | Greenwood            |
| 11                    | Josh Kimbrell          | Republikaner | Inman                |
| 12                    | Scott Talley           | Republikaner | Spartanburg          |
| 13                    | Shane Martin           | Republikaner | Spartanburg          |
| 14                    | Harvey S. Peeler       | Republikaner | Gaffney              |
| 15                    | Wes Climer             | Republikaner | Rock Hill            |
| 16                    | Michael Johnson        | Republikaner | Lancaster            |
| 17                    | Mike Fanning           | Demokrat     | Great Falls          |
| 18                    | Ronnie Cromer          | Republikaner | Prosperity           |
| 19                    | John L. Scott          | Demokrat     | Columbia             |
| 20                    | Dick Harpootlian       | Demokrat     | Columbia             |
| 21                    | Darrell Jackson        | Demokrat     | Hopkins              |
| 22                    | Mia McLeod             | Demokrat     | Columbia             |
| 23                    | Katrina Shealy         | Republikaner | Lexington            |
| 24                    | Tom Young              | Republikaner | Aiken                |
| 25                    | A. Shane Massey        | Republikaner | Edgefield            |
| 26                    | Nikki G. Setzler       | Demokrat     | West Columbia        |
| 27                    | Penry Gustavson        | Republikaner | Camden               |
| 28                    | Greg Hembree           | Republikaner | North Myrtle Beach   |
| 29                    | Gerald Malloy          | Demokrat     | Hartsville           |
| 30                    | Kent M. Williams       | Demokrat     | Marion               |
| 31                    | Hugh Leatherman        | Republikaner | Florence             |
| 32                    | Ronnie A. Sabb         | Demokrat     | Greeleyville         |
| 33                    | Luke A. Rankin         | Republikaner | Myrtle Beach         |
| 34                    | Stephen Goldfinch      | Republikaner | Murrells Inlet       |
| 35                    | Thomas McElveen        | Demokrat     | Sumter               |
| 36                    | Kevin L. Johnson       | Demokrat     | Manning              |
| 37                    | Larry Grooms           | Republikaner | Bonneau              |
| 38                    | Sean Bennett           | Republikaner | Summerville          |
| 39                    | Vernon Stephens        | Demokrat     | Bowman               |
| 40                    | Brad Hutto             | Demokrat     | Orangeburg           |
| 41                    | Sandy Senn             | Republikaner | Charleston           |
| 42                    | Marlon Kimpson         | Demokrat     | Charleston           |
| 43                    | Chip Campsen           | Republikaner | Isle of Palms        |
| 44                    | Brian Adams            | Republikaner | Goose Creek          |
| 45                    | Margie Bright Matthews | Demokrat     | Charleston           |
| 46                    | Tom Davis              | Republikaner | Beaufort             |

## Zusammensetzung des Senats in der Vergangenheit
| Jahr      | Demokratische Partei | Republikanische Partei | Unabhängige Politiker / Andere | Mehrheit |
| --------- | -------------------- | ---------------------- | ------------------------------ | -------- |
| 1865      | 0                    | 0                      | 31                             | 31       |
| 1868      | 6(a)                 | 25                     | 0                              | 19       |
| 1870      | 5                    | 26                     | 1                              | 22       |
| 1872      | 5                    | 28                     | 0                              | 23       |
| 1874      | 0                    | 26                     | 7(b)                           | 19       |
| 1876      | 15                   | 18                     | 0                              | 3        |
| 1878      | 31                   | 3                      | 0                              | 28       |
| 1880      | 32                   | 2                      | 0                              | 30       |
| 1902–1906 | 41                   | 0                      | 0                              | 41       |
| 1908      | 42                   | 0                      | 0                              | 42       |
| 1910      | 43                   | 0                      | 0                              | 43       |
| 1912–1914 | 44                   | 0                      | 0                              | 44       |
| 1916–1918 | 45                   | 0                      | 0                              | 45       |
| 1920–1964 | 46                   | 0                      | 0                              | 46       |
| 1966      | 43                   | 6                      | 1                              | 37       |
| 1968      | 43                   | 3                      | 0                              | 40       |
| 1972      | 43                   | 3                      | 0                              | 40       |
| 1976      | 43                   | 3                      | 0                              | 40       |
| 1980      | 39                   | 5                      | 0                              | 34       |
| 1984      | 36                   | 10                     | 0                              | 26       |
| 1988      | 35                   | 11                     | 0                              | 24       |
| 1992      | 30                   | 16                     | 0                              | 14       |
| 1996      | 25                   | 21                     | 0                              | 4        |
| 2000      | 22(c)                | 24(c)                  | 0                              | 2        |
| 2004      | 20                   | 26(d)                  | 0                              | 6        |
| 2008      | 19                   | 27                     | 0                              | 8        |

- (a) Die Wahl eines Demokraten in Abbeville wurde für ungültig erklärt, das Mandat blieb unbesetzt.
- (b) Alle sieben waren Mitglieder der Conservative Party of South Carolina.
- (c) Nach den Wahlen des Jahres 2000 bestand zunächst ein Patt im Senat, da 23 Demokraten und 23 Republikaner gewählt worden waren. Der Demokrat J. Verne Smith aus Greer wechselte zu den Republikanern, um das Patt aufzuheben.
- (d) Die Republikaner errangen in einer Nachwahl im Jahr 2007 ein weiteres Mandat. Der Senat besteht daher derzeit aus 27 Republikanern und 19 Demokraten.